# 小野晃征
小野 晃征（おの こうせい、1987年4月17日 - ）は、日本のラグビー指導者、元ラグビー選手。現在ジャパンラグビーリーグワン東京サントリーサンゴリアスのヘッドコーチを務めている。

## プロフィール
- 愛知県名古屋市出身。
- ポジションはスタンドオフ(SO)。
- 身長 171cm、体重 83kg
- 日本代表通算キャップ数は34。
- 世界選抜に選ばれたことがある[1]。
- ニックネームはコス。
- 3歳でニュージーランドへ移住したため日本語より英語を得意としている。2007年の来日時には「99％ニュージーランド人（1％日本人）」と公言していたが、2014年には「51％ニュージーランド人（49％日本人）」へ日本人率が上昇した。クライストチャーチのプレス紙（日刊紙）2015年9月23日付インタビューでは、ラグビー選手引退後はニュージーランドへ戻ることを公言している。
- 妹のゆきもラグビー選手[2]（現・ながとブルーエンジェルス）。

## 来歴
1歳のときに家族でニュージーランド・クライストチャーチに移住。バーンサイドクラブ→クライストチャーチボーイズハイスクール→ニューブライトンに所属。ニュージーランドU-19代表候補にも選ばれた。
2007年、19歳で日本代表スコッド入りし、同年に福岡サニックスブルースに入団。同年10月28日に行われたジャパンラグビートップリーグ第1節のコカ･コーラウエストレッドスパークス戦に先発出場で公式戦初出場を果たした。
また同年には2007ワールドカップ最終メンバーにも選ばれ、初戦のオーストラリア戦でジャパン初得点となるPGを決めた。
2012年、サントリーサンゴリアスに移籍。
2014年、ニュージーランド人女性と結婚した。
2015年、2大会ぶりに2015ワールドカップ最終メンバーに選ばれる。また同年11月にはトップリーグのリーグ戦通算100試合出場を達成した。
2017年、日本ラグビーフットボール選手会の副代表理事に就任した。
2020年、宗像サニックスブルースに加入。
2021年、現役を引退した。
2023年、東京サントリーサンゴリアスにアシスタントコーチとして加入。
2024年、東京サントリーサンゴリアスのヘッドコーチに就任。

## 受賞歴
- 2011-12 ベストフィフティーン
- 2012-13 ベストフィフティーン
- 2016-17 ベストフィフティーン 得点王